# Chhma Khmao
Chhma Khmao is een voetbalclub uit Prey Veng, Cambodja. De club werd opgericht als Intry Bopear en kwam in het seizoen 2010 uit in de Cambodjaanse voetbalcompetitie, waarin de laatste plaats werd behaald. Na afloop van dit seizoen veranderde de clubnaam in Chma Khmao.